# Camporotondo di Fiastrone
Camporotondo di Fiastrone é uma comuna italiana da região dos Marche, província de Macerata, com cerca de 583 habitantes. Estende-se por uma área de 8 km², tendo uma densidade populacional de 73 hab/km². Faz fronteira com Belforte del Chienti, Caldarola, Cessapalombo, San Ginesio, Tolentino.

## Demografia
| Variação demográfica do município entre 1861 e 2011                               |
|                                                                                   |
| Fonte: Istituto Nazionale di Statistica (ISTAT) - Elaboração gráfica da Wikipedia |